# Péter Módos
Péter Módos (* 17. Dezember 1987 in Szigetvár) ist ein ungarischer Ringer. Er gewann bei den Olympischen Spielen 2012 in London eine Bronzemedaille im griechisch-römischen Stil im Bantamgewicht.

## Werdegang
Péter Módos begann bereits als Fünfjähriger 1992 in Szigetvar mit dem Ringen und ist immer noch Mitglied des dortigen Ringervereins. Er konzentriert sich auf den griechisch-römischen Stil und wurde bzw. wird von Janos Modos (Großvater), Ferenc Bacsa, György Struhacs und Ferenc Takacs trainiert. Bei einer Größe von 1,70 Metern wiegt er ca. 60 kg, startete aber bisher nur in der Bantamgewichtsklasse, die ihr Gewichtslimit bei 55 kg Körpergewicht hat. Er ist auch in deutschen Ringerkreisen gut bekannt, denn er startete für den KSV 05 Aalen in der deutschen Bundesliga und ringt seit der Saison 2012/13 für den KSV Köllerbach. Péter Módos ist Student, bestreitet z. Zt. seinen Lebensunterhalt vom Ringen.
Zwischen 2003 und 2007 bestritt er sieben internationale Meisterschaften im Juniorenbereich. Dabei gewann er fünf Medaillen. Die größten Erfolge waren dabei die Gewinne des Juniorenmeistertitels von Europa in den Jahren 2006 und 2007. 2006 siegte er in Szombathely vor dem Türken Harun Bozoglu und im Jahre 2007 in Belgrad vor Victor Wolfgang aus Schweden. Bei zwei Junioren-Weltmeisterschaften gewann er jeweils eine Bronzemedaille und zwar 2005 in Vilnius in der Gewichtsklasse bis 50 kg und im Jahre 2006 in Guatemala-Stadt in der gleichen Gewichtsklasse.
Im Jahre 2008 gewann Péter Módos erstmals eine Medaille bei einer internationalen Meisterschaft. Er holte sich bei der Europameisterschaft dieses Jahres in Tampere die Bronzemedaille. Auf dem Weg dahin besiegte er Anar Zainalow, Estland und Joaquin Martinez Abellan, Spanien, verlor gegen Rövşən Bayramov, Aserbaidschan und landete in der Trostrunde im Kampf um diese Bronzemedaille bemerkenswerte Siege über Nasir Mankijew aus Russland und Jani Haapamäki, Finnland. Weitere Medaillengewinne gelangen ihm auch noch bei der Europameisterschaft 2010 in Baku, dort gewann er eine Bronzemedaille und bei der Europameisterschaft 2012 in Belgrad, wo er sich die Silbermedaille holte. Gute fünfte Plätze belegte er bei der Weltmeisterschaft 2010 in Moskau und bei der Weltmeisterschaft 2011 in Istanbul.
Zum Höhepunkt in der bisherigen Laufbahn von Péter Módos wurden dann die Olympischen Spiele 2012 in London. Dort gewann er mit einem Sieg über Elmurat Tasmuradow, Usbekistan, einer Niederlage gegen Hamid Soryan Reihanpour, Iran und Siegen über Arsen Eralijew, Kirgisistan und Håkan Nyblom aus Dänemark der Gewinn einer Bronzemedaille.

## Internationale Erfolge
| Jahr | Platz  | Wettbewerb                                | Gewichtsklasse | Ergebnisse |
| 2003 | 16.    | Junioren-EM (Cadets) in Skopje            | bis 42 kg      | Sieger: Machmud Magomedow, Russland vor Eltschin Hassanow, Aserbaidschan |
| 2004 | 3.     | Junioren-EM (Cadets) in Albena/Bulgarien  | bis 42 kg      | hinter Mais Sabirow, Russland und Harun Bozoglu, Türkei |
| 2005 | 3.     | Junioren-WM in Vilnius                    | bis 50 kg      | hinter Elbek Tonjiew, Usbekistan und Schawigh Geworgjan, Armenien |
| 2005 | 3.     | Junioren-EM in Wrocław                    | bis 50 kg      | hinter Saur Kuramagomedow, Russland und Virgil Munteanu, Rumänien |
| 2006 | 6.     | Welt-Cup in Budapest                      | Bantam         | Sieger: Bayram Özdemir, Türkei vor Lee Jung-Baek, Südkorea |
| 2006 | 1.     | Junioren-EM in Szombathely                | bis 50 kg      | vor Harun Bozoglu und Argis Palasow, Bulgarien |
| 2006 | 3.     | Junioren-WM in Guatemala-Stadt            | bis 50 kg      | hinter Damir Achmedjanow, Russland und Aschat Kudaibergenow, Kasachstan |
| 2007 | 1.     | Junioren-EM in Belgrad                    | Bantam         | vor Victor Wolfgang, Schweden, Lascha Gogitadse, Georgien und Iwan Tatinow, Russland |
| 2007 | 21.    | Junioren-WM in Peking                     | Bantam         | nach einer Niederlage gegen Maikel Anache Lamoth, Kuba |
| 2008 | 3.     | Welt-Cup in Szombathely                   | Bantam         | hinter Nasir Mankijew, Russland und Lee Jung-baek |
| 2008 | 3.     | EM in Tampere                             | Bantam         | nach Siegen über Anar Zainalow, Estland und Joaquin Martinez Abellan, Spanien, einer Niederlage gegen Rövşən Bayramov, Aserbaidschan und Siegen über Nasir Mankijew und Jani Haapamäki, Finnland       |
| 2008 | 17.    | Olympia-Qualif.-Turnier in Rom            | Bantam         | Sieger: Jiao Hua Feng, China vor Alexandar Kostadinow, Bulgarien |
| 2008 | 3.     | Olympia-Qualif.-Turnier in Novi Sad       | Bantam         | hinter Asset Imanbajew, Kasachstan und Juri Kowal, Ukraine |
| 2009 | 5.     | Golden-Grand-Prix in Baku                 | Bantam         | hinter Kohei Hasegawa, Japan, Mohsen Hajipour, Iran, Rövşən Bayramov und Ilda Hafizow, Usbekistan |
| 2009 | 21.    | WM in Herning/Dänemark                    | Bantam         | nach einer Niederlage gegen Haakan Nyblom, Dänemark (1:2 Runden, 1:2 Punkte) |
| 2010 | 3.     | Welt-Cup in Jerewan                       | Bantam         | hinter Roman Amojan, Armenien und Gustavo Galart Marin, Kuba |
| 2010 | 3.     | EM in Baku                                | Bantam         | nach Siegen über Hammet Rustam, Türkei und Anar Zainalow, einer Niederlage gegen Nasir Mankijew und einem Sieg über Lascha Gogitadse, Georgien                                                         |
| 2010 | 3.     | Großer Preis von Deutschland in Dortmund  | Bantam         | hinter Sergei Poruschko, Russland und Florian Crusius, Deutschland |
| 2010 | 1.     | Golden-Grand-Prix in Baku                 | Bantam         | vor Kohei Hasegawa, Lee Jung-baek und Aschat Kudaibergenow |
| 2010 | 5.     | WM in Moskau                              | Bantam         | nach Siegten über Daniar Islamow, Moldawien und Virgil Munteanu, einer Niederlage gegen Choi Gyu-jin, Südkorea, einem Sieg über Elçin Əliyev, Aserbaidschan und einer Niederlage gegen Nasir Mankijew  |
| 2011 | 5.     | WM in Istanbul                            | Bantam         | nach Siegen über Francisco Encarnacion, Dominikanische Republik und Anar Zainalow, einer Niederlage gegen Rövshan Bayramov, einem Sieg über Kohei Hasegawa und einer Niederlage gegen Li Shujin, China |
| 2012 | 2.     | Golden-Grand-Prix in Szombathely          | Bantam         | hinter Ayhan Karakus, Türkei, vor Wugar Ragimow, Ukraine und Harun Bozoglu |
| 2012 | 2.     | EM in Belgrad                             | Bantam         | hinter Elçin Əliyev, vor Alexander Kostadinow und Tarih Uruncu, Türkei |
| 2012 | 1.     | Wladyslaw-Pytlasinki-Memorial in Racibórz | Bantam         | vor Mohamed Said Aboahalima, Ägypten und Marcin Kunysz, Polen |
| 2012 | Bronze | OS in London                              | Bantam         | nach einem Sieg über Elmurat Tasmuradow, Usbekistan, einer Niederlage gegen Hamid Mohammad Soryan Reihanpour, Iran und Siegen über Arsen Eralijew, Kirgisistan und Håkan Nyblom                        |

## Ungarische Meisterschaften
Peter Modos wurde ungarischer Meister 2008 und 2009 im Bantamgewicht und 2010 im Federgewicht. 2007 wurde er ungarischer Vizemeister im Bantamgewicht, jeweils im griechisch-römischen Stil.

## Erläuterungen
- alle Wettkämpfe im griechisch-römischen Stil
- OS = Olympische Spiele, WM = Weltmeisterschaft, EM = Europameisterschaft
- Bantamgewicht, bis 55 kg, Federgewicht, bis 60 kg Körpergewicht